# Ramer (musculation)
L'action de ramer s'utilise en musculation pour développer les muscles du dos en général, surtout son épaisseur, et dans une moindre mesure les bras et épaules.
Plusieurs exercices ont recours à ce mouvement : le ramer à machine (tirant des leviers chargés de poids ou une pile reliée à une câble), comme le ramer aux poids libres (soulevant des haltères, une barre horizontale ou une barre T). 

## Exécution du mouvement
Pour le mouvement de base le pratiquant démarre les bras tendus devant lui, puis tire vers son torse les poignées ou poids et revient à sa position de départ. Selon les variantes il se penche en avant, tire une barre vers le menton ou n'utilise qu'un seul bras. 
Notez que l'appareil dit rameur sollicite d'autres muscles, notamment les bras, en plus de demander un effort cardiovasculaire.